# Fázsy Anikó
Fázsy Anikó (Budapest, 1939. július 8. – Budapest, 2016. január 16.) József Attila-díjas magyar műfordító, szerkesztő.

## Életpályája
1963-1968 között az ELTE BTK magyar-francia szakos hallgatója volt. 1974-1979 között a Könyvvilág szerkesztője volt. 1979-1990 között a Magyar PEN Club titkáraként dolgozott. 1984-1991 között a Nagyvilág rovatvezetője, 1991-1993 között pedig olvasószerkesztője illetve megbízott főszerkesztője volt, 1993-tól főszerkesztője. 1994-től a Nagyvilág könyvkiadó igazgatója. 2014-ben A Magyar Érdemrend tisztikeresztje kitüntetésben részesült.

## Művei
- A francia színház a XVIII. században (1974)
- Livres français en Hongrie. 1945-1980; szerk. Fázsy Anikó, előszó Köpeczi Béla; Union des éditeurs et distributeurs des livres hongrois, Bp., 1981
- 1000 szó franciául. Képes szótár gyermekeknek / Dictionnaire des tout-petits. Mon livre des mots. 1000 mots en images; összeáll., bev. Fázsy Anikó; Gondolat, Bp., 1991
- Remények és riadalmak. Új Európa felé (összeállította Nagy Miklóssal, 1991)
- Szex és tabu (összeállította Nagy Miklóssal, 1992)
- A demokrácia melankóliája (összeállította Nagy Miklóssal, 1993)
- A Naphta szindróma. Író – ideológia – hatalom; Hamvas Intézet, Bp., 2003 (Hamvas füzetek)

## Műfordításai
- Henry de Morant: Az iparművészet története a kezdetektől napjainkig (társfordító, 1976)
- René-Victor Pilhes: Rontás (regény, 1979)
- Roland Mortier: Az európai felvilágosodás fényei és árnyai (1983)
- Georges Duby: A katedrálisok kora. Művészet és társadalom, 980-1420 (Albert Sándorral, 1984)
- Alphonse Daudet: Árvák hajója (1987)
- Georges Duby: A lovag, a nő és a pap (1987)
- Michel Foucault: Felügyelet és büntetés. A börtön története (1991)
- Albert Camus: A lázadó ember (esszé, 1992-1993, 1999)
- Albert Camus: Noteszlapok (szerkesztette Albert Tibor, 1993)
- Marguerite Duras: Az észak-kínai szerető (regény, 1995)
- Misima Jukio: Egy maszk vallomásai (1998)
- E. M. Cioran: Egy kifulladt civilizációról (1998)
- Emil Cioran: Történelem és utópia
- François Mauriac: A bárány (2009)